# 拉傑普特人

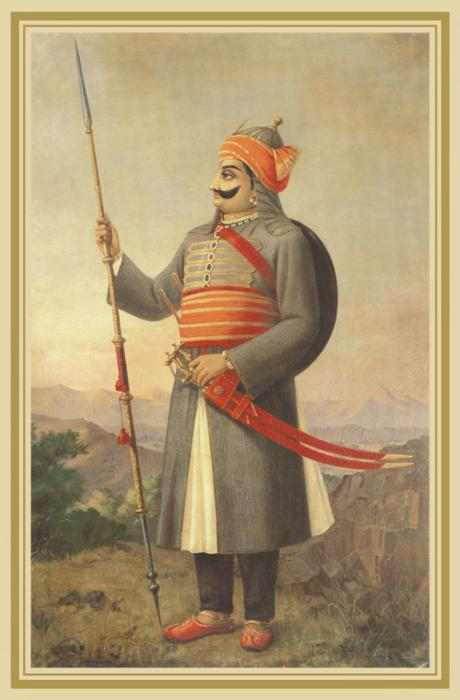
16世紀拉傑普特人畫像

拉傑普特人（Rajput），意思是拉者（或）之子。他們傳統上是印度的戰士民族，分布於印度中部、印度北部、印度西部與巴基斯坦一部分（主要集中在拉賈斯坦、旁遮普與古吉拉特、北方邦，喜馬偕爾邦，哈里亞納邦，查謨，北阿坎德邦，中央邦和比哈爾邦。）。拉賈斯坦的齋浦尔與烏代浦是他们文化的代表。直到20世紀印度絕大多数土邦也由他們統治。
他們宣稱自己是刹帝利，但他們的种族文化背景多种多样，其中一部分最早在6世纪才出現，是歴次入侵印度民族的後人。拉杰普特可以被认为是一个世袭名号而并非种族名称。
從7世紀到12世紀，印度出現了“拉其普特時期”。拉其普特王子甚至在尼泊爾和阿薩姆統治。
他們曾多次抵抗突厥穆斯林入侵，被視為婆羅門教文化捍衛者。但很多在德里蘇丹國時代逃亡尼泊爾，他們在蒙兀兒帝國時有些接受伊斯蘭教，有些拉傑普特穆斯林融入普什圖人部落中（一部分人改信錫克教）。
他們也是英國人所谓的尚武種族。

## 文化與民族精神
拉傑普特人在英治時期是一個尚武種族。19世紀後期拉賈斯坦邦許多拉傑普特人都懷念自己的過去，並敏銳地意識到他們的家譜，強調拉傑普特民族精神是尚武精神，为自己血統和傳統驕傲。

## 拉傑普特飲食
印度人類學調查發現，在古吉拉特邦，拉傑普特人大多数是非素食主義者，經常飲酒、吸煙和嚼檳榔葉。在馬哈拉施特拉邦，拉傑普特人食用羊肉、雞肉、魚肉和豬肉，在歷史上可以追溯到拉傑普特武士和王子偏愛通過狩獵和食用野豬來磨練自己的戰鬥技能。